# أرنولد ثاكري
أرنولد ثاكري (بالإنجليزية: Arnold Thackray)‏ هو مؤرخ وكيميائي بريطاني، ولد في 30 يوليو 1939 في إنجلترا في المملكة المتحدة.